# アバハニ・リミテッド・ダッカ
アバハニ・リミテッド・ダッカ（英語: Abahani Limited Dhaka ベンガル語: ঢাকা আবাহনী লিমিটেড）はバングラデシュ・ダッカに拠点を置くプロスポーツクラブ。サッカーにおいては、バングラデシュ・プレミアリーグで6度の優勝を誇る。サッカーチーム以外にはクリケットチーム（アバハニ・リミテッド・クリケットチーム）でも知られる。
なお、サッカーで「アバハニ・リミテッド」というと、同じくバングラデシュ・プレミアリーグに所属し、チッタゴンに拠点を置くチッタゴン・アバハニ・リミテッドもある。

## 歴史
1972年にバングラデシュ初代大統領ムジブル・ラーマンの長男であるシェイク・カマルによってイクバル・スポーティング・クラブの再編成によりアバハニ・クリラチャクラ（ベンガル語: আবাহনী ক্রীড়াচক্র）が設立された。
1974年、当時バングラデシュの事実上最上位カテゴリにあったダッカリーグで初優勝。以後、毎年のようにモハメダンSCとのタイトル争いを繰り広げる強豪クラブとなる。
2000年のダッカリーグのナショナルリーグ化を経て、2007年にバングラデシュサッカー連盟がバングラデシュ・プレミアリーグを設立すると、初年度となる2007年シーズンで優勝を飾る と、続く2008-09、2009-10シーズンも制し3連覇を達成 。2012年シーズンで4度目の優勝を果たす とそこからしばらく無冠の時期を過ごすが、2016年に国内カップ戦のバングラデシュ・フェデレーションカップのタイトルを獲得して無冠に終止符を打つ とともに、同年のプレミアリーグを無敗で制する 。

## タイトル

### 国内大会
- バングラデシュプレミアリーグ（6）：2007、2008-09、2009-10、2012、2016、2017-18
- ダッカリーグ（11）：1974、1977、1981、1983、1984、1985、1989-90、1992、1994、1995、2001
- フェデレーションカップ（11）：1982、1985、1986、1988、1997、1999、2000、2010、2016、2017、2018

### 国際大会（出場回数）
- アジアクラブ選手権 ：1回出場
1985-86：予選ステージ
- アジアカップウィナーズカップ：2回出場
1991-92：1回戦敗退
1997-98：2回戦敗退
- AFCプレジデンツカップ ：5回出場
2008：グループステージ
2009：グループステージ
2010：グループステージ
2011：グループステージ
2013：グループステージ
- AFCカップ ：3回出場
2017年：グループステージ
2018年：グループステージ
2019年：地区間プレーオフ準決勝進出